# Arsenio Hall

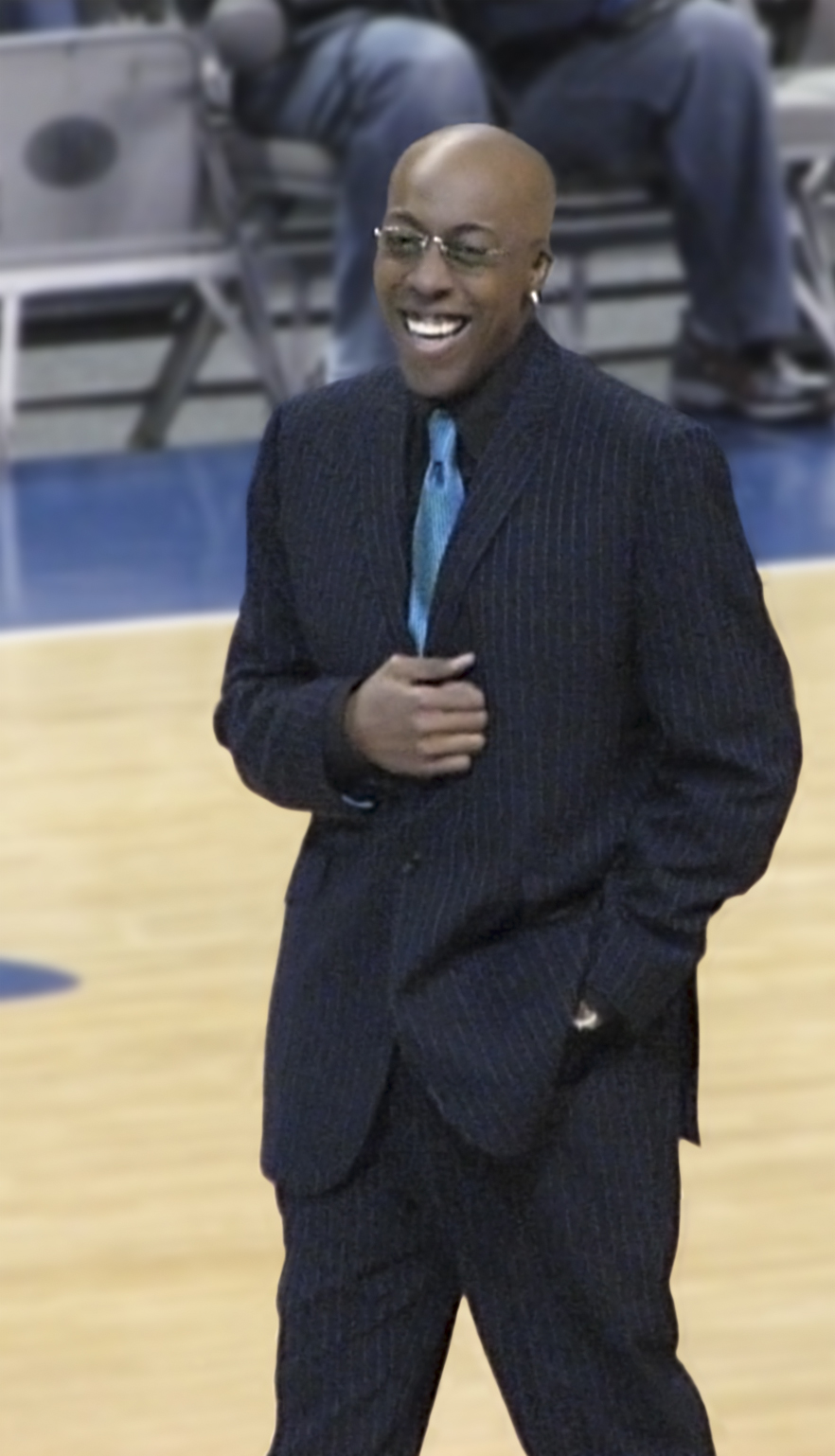
Arsenio Hall (2008)

Arsenio Hall (* 12. Februar 1956 in Cleveland, Ohio) ist ein US-amerikanischer Schauspieler, Moderator und Comedian.

## Karriere
Hall ist der Sohn eines baptistischen Geistlichen und besuchte die Ohio University. Später besuchte er die Kent State University. Danach ging er nach Los Angeles, um eine Karriere als Stand-Up Comedian zu starten. Während dieser Zeit wurden er und Eddie Murphy gute Freunde. 1988 spielten er und Eddie Murphy dann zusammen in dem Film Der Prinz aus Zamunda. In diesem Film spielte Hall, genau wie Murphy auch, neben seiner eigentlichen Rolle drei weitere Nebenrollen. 1989 veröffentlichte Hall unter dem Pseudonym Chunky A ein Hip-Hop-Album namens Large and in Charge. Auf dem Album hatten Rapper wie Ice-T und KRS-One Gastauftritte.
Von 1989 bis 1994 und von 2013 bis 2014 hatte er seine eigene Late-Night-Show namens The Arsenio Hall Show. Nach dem Ende seiner Show hatte Hall einige Auftritte im Fernsehen, unter anderem eine eigene Sitcom namens Arsenio, bevor er zusammen mit Sammo Hung von 1999 bis 2000 in der Serie Martial Law – Der Karate-Cop spielte. Zudem nahm er an der 5. Staffel von Celebrity Apprentice teil. 
Arsenio Hall hat einen Sohn, geboren 1999, und war nie verheiratet. Hall hat einen Stern auf dem Hollywood Walk of Fame bei der Adresse 6776 Hollywood Blvd.

## Auszeichnungen
- 1989: American Comedy Award als Funniest Supporting Actor in a Motion Picture für seine Rolle in Der Prinz aus Zamunda
- 1989: Nominierung für den Emmy Award in der Kategorie Outstanding Variety, Music or Comedy Series für seine Show The Arsenio Hall Show
- 1990: Nominierung für den Emmy Award in der Kategorie Outstanding Variety, Music or Comedy Series für seine Show The Arsenio Hall Show
- 1990: Image Award in der Kategorie Outstanding Supporting Actor in a Motion Picture für seine Rolle in Der Prinz aus Zamunda
- 1990: People’s Choice Award in der Kategorie Favorite Late Night Talk Show Host

## Filmografie (Auswahl)
- 1982: Movie Macabre (Fernsehserie, Folge Dr Black, Mr Hyde)
- 1986–1987: The Real Ghostbusters (Zeichentrickserie, 91 Folgen, Stimme von Winston Zeddemore)
- 1987: Amazonen auf dem Mond oder Warum die Amis den Kanal voll haben (Amazon Women on the Moon)
- 1988: Der Prinz aus Zamunda (Coming to America)
- 1989: Harlem Nights
- 1990: Cheers (Fernsehserie, Folge Where Nobody Knows Your Name)
- 1994: Blankman
- 1997: Arsenio (Fernsehserie, 6 Folgen)
- 1998–2000: Martial Law – Der Karate-Cop (Martial Law; Fernsehserie, 36 Folgen)
- 2005: The Naked Brothers Band: Der Film (The Naked Brothers Band)
- 2009: Black Dynamite
- 2017: Sandy Wexler
- 2021: Der Prinz aus Zamunda 2 (Coming 2 America)

## Diskografie
- 1989: Large and in Charge – Dieses Album hatte einen Hit namens Owww!. Ice-T und KRS-1 waren als Gäste vertreten.